# هيستسي بيجل 2018
هيستسي بيجل 2018 (بالفرنسية: Flèche de Heist 2018)‏ هو سباق دراجات هوائية من فئة سباق يوم واحد، وهو الموسم رقم 11 من هيستسي بيجل، وأقيم في 2 يونيو 2018، وامتدّ لمسافة 191.7 كيلومتر ضمن سباقات طواف أوروبا للدراجات 2018، وشارك فيه 131 متسابقاً ووصل إلى نهايته 78 متسابقاً.
فاز بالمركز الأول Emīls Liepiņš ‏، وبالمركز الثاني ووتر فيبرت، وبالمركز الثالث Aksel Nõmmela ‏.

## الفرق
| فريق عالمي- Lotto Soudal فرق قارية محترفة (5)- بنجوال باوليز ساوكس دبليو بي ‏ - رومبوت تشارلز ‏ - Wanty-Groupe Gobert - سبورت فلاندرين بالويس 2018 ‏ - Vérandas Willems-Crelan ‏ فرق قارية (15)- Team Metalced ‏ - SEG Racing Academy ‏ - Pauwels Sauzen–Vastgoedservice ‏ - بيت سايكلنج ‏ - Bennelong SwissWellness Cycling Team p/b Cervelo ‏ - Team CCB Foundation–Sicleri ‏ - ONE Pro Cycling ‏ - Sovac (cycling team) ‏ - بوديسول يوروميليونز بول كونتيننتال والون 2018 ‏ - سوبرانو هام ايزوريكس 2018 ‏ - كووب 2018 ‏ - Baloise–Trek Lions ‏ - ستارت سايكلنج تيم ‏ - Team Differdange–Geba ‏ - Team Wiggins Le Col ‏ |  |
| |  |

## التصنيف العام النهائي
| التصنيف العام         | التصنيف العام    | التصنيف العام   | التصنيف العام                   | التصنيف العام |
| العداء                | العداء           | البلد           | الفريق                          | الوقت         |
| --------------------- | ---------------- | --------------- | ------------------------------- | ------------- |
| 1                     | Emīls Liepiņš ‏   | لاتفيا          | ONE Pro Cycling ‏                | 4 س 07 د 47 ث |
| 2                     | ووتر فيبرت       | هولندا          | رومبوت تشارلز ‏                  | + 0 ث         |
| 3                     | Aksel Nõmmela ‏   | إستونيا         | بيت سايكلنج ‏                    | + 0 ث         |
| 4                     | ينس آدامز        | بلجيكا          | Pauwels Sauzen–Vastgoedservice ‏ | + 0 ث         |
| 5                     | سيس بول          | هولندا          | SEG Racing Academy ‏             | + 0 ث         |
| 6                     | توم بيدكوك       | المملكة المتحدة | Team Wiggins Le Col ‏            | + 2 ث         |
| 7                     | Marcel Sieberg ‏  | ألمانيا         | لوتو سودال                      | + 7 ث         |
| 8                     | Jelle Mannaerts ‏ | بلجيكا          | سوبرانو هام ايزوريكس ‏           | + 7 ث         |
| 9                     | Gustav Höög ‏     | السويد          | تيم كووب ‏                       | + 7 ث         |
| 10                    | Gerry Druyts ‏    | بلجيكا          | Pauwels Sauzen–Vastgoedservice ‏ | + 7 ث         |
| مصدر: ProCyclingStats |                  |                 |                                 |               |

## وصلات خارجية
- الموقع الرسمي
- لمحة عن سباق هيستسي بيجل 2018 على موقع  ProCyclingStats   (برو  سايكلنج  ستاتس) - إحصاءات  محترفي  الدراجات.
- هيستسي بيجل 2018 على موقع إحصائيات الدراجات الإحترافية (الإنجليزية)